# Туберкулін
Туберкулі́н — діагностичний препарат, що застосовується для виявлення алергічної реакції в осіб, інфікованих туберкульозними бактеріями.
Вперше отримано Робертом Кохом. В Україні випускають: Рідкий Туберкулін, або альттуберкулін Коха (АТК), — отримують шляхом випаровування рідкого середовища, на якій вирощувалися бактерії туберкульозу; сухий Туберкулін очищений (ППД) — за допомогою додавання до фільтрату бактерій обложників білок хімічних речовин, З наступним очищенням; рідкий Туберкулін очищений (ППД-Л) — шляхом стандартних розведень сухого очищеного туберкуліну.
Застосовують для туберкулінових проб, за допомогою яких виявляють осіб, що підлягають щепленням проти туберкульозу, як метод ранньої діагностики і оцінки перебігу туберкульозного процесу. Для масових обстежень в Україні застосовується тільки внутрішньошкірна проба Манту.